# Шкрайнек
Шкрайнек (словен. Škrajnek) — поселення в общині Рибниця, регіон Південно-Східна Словенія, Словенія.